# Жінка-яструб
Жінка-яструб (англ. Hawkwoman) — псевдонім кількох супергероїнь коміксів видавництва DC Comics.

## Історія публікації
Перша Жінка-яструб, Шаєра Гол, уперше з'явилась на сторінках коміксів DC Comics у випуску The Brave and the Bold № 34 (лютий/березень 1961). Авторами були Ґарднер Фокс і Джо К'юберт.

## Поза коміксами

### Телебачення
- У мультсеріалі «Молода Ліга Справедливості» з’являється гібридна версія Шаєри Гол і Шаєри Тал, відома як Жінка-яструб, озвучена Зерою Фазал[2][3]. Цей персонаж — членкиня Ліги Справедливості разом зі своїм чоловіком Людиною-яструбом і здебільшого має епізодичні появи. У другому сезоні вона та інші члени Ліги потрапляють під контроль організації Світло і змушені атакувати планету Римбор. Згодом Лігу змушують повернутися на Римбор, щоби постати перед судом. Їх визнають винними, але Супербой, Міс Марсіанка та Адам Стрейндж знаходять нові докази, що зрештою переконують трибунал Римбора скасувати вирок.

### Кіно
- Камео Шаєра Гол з'являється наприкінці мультфільму «Ліга Справедливості: Нова межа»[4].
- Жінка-яструб також з'явилась у мультфільмі «Юні титани, вперед!» разом з Дівчиною-яструбом і Людиною-яструбом[4].